# Ryan Ross
George Ryan Ross III (Las Vegas, Nevada, 30 de agosto de 1986) es un guitarrista, cantante y compositor estadounidense, cofundador, guitarrista, corista y compositor de la banda Panic! at the Disco hasta 2009. Junto con Jon Walker, exbajista del grupo, fundó The Young Veins, del que fue cantante principal. En 2013, publicó su primer EP como solista de dos pistas sin título y un par de canciones a través de su página de Soundcloud.

## Biografía
George Ryan Ross nació el 30 de agosto de 1986 en la ciudad de Las Vegas. Es el único hijo de Danielle y George Ryan Ross II, un exmarine. Sus padres se divorciaron cuando era muy pequeño y quedó bajo la custodia de su padre. Su madre volvió a contraer matrimonio luego de la separación. Ross creció con una madre ausente y un padre no muy cercano que no aprobaba sus decisiones. Su padre se volvió alcohólico luego de dejar el ejército cuando Ross era adolescente, y su condición empeoró cuando comenzó a ir de gira con Panic! at the Disco. Ross admitió que se sentía culpable al tener que dejarlo, sin embargo, cuando este murió en 2006, padre e hijo se habían reconciliado.
Cuando tenía doce años, sus abuelos le regalaron una guitarra para Navidad y comenzó a tocar con su mejor amigo Spencer Smith, quien había recibido un equipo de batería. Ambos realizaban versiones de temas de Blink-182. La banda originalmente se llamó Pet Salamander y tenía a Ross como cantante. Ross escribió la letra de su primera canción cuando tenía catorce años. Asistió a la Universidad de Nevada en Las Vegas con la intención de estudiar escritura creativa, pero abandonó sus estudios para seguir con sus intereses musicales.

## Carrera

### Panic! at the Disco (2004-2009)

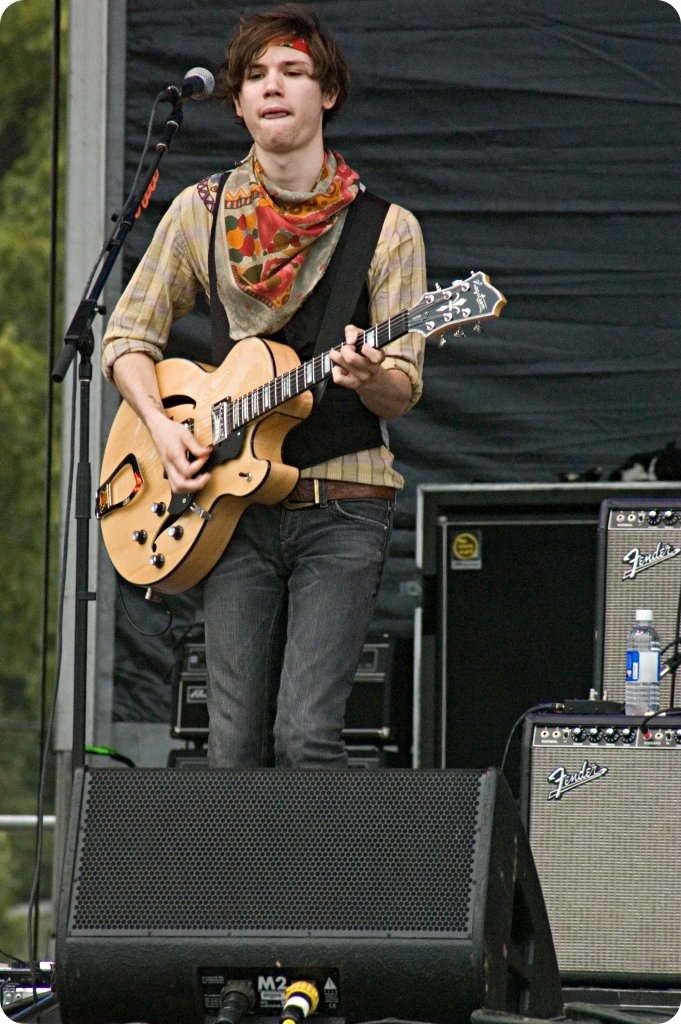
Ross en 2007

Ross, junto con Smith, formó Panic! at the Disco en 2004. Brent Wilson y Brendon Urie se les unirían tiempo más tarde. Originalmente, Ross era el vocalista, pero cuando invitó a Urie a un ensayo de la banda, sus compañeros quedaron impresionados por sus habilidades vocales y desde entonces Urie fue el vocalista principal. El álbum debut del grupo, A Fever You Can't Sweat Out, fue grabado entre junio y septiembre de 2005 y publicado el 27 de septiembre de 2005. El segundo álbum de estudio, Pretty. Odd., fue lanzado el 25 de marzo de 2008.
El 6 de julio de 2009, Ross y Jon Walker anunciaron su retiro. El 13 de julio, en una entrevista con MTV, Ross afirmó que "la separación se veía venir. Simplemente nos llevó a todos algo de tiempo darnos cuenta" y que habían terminado en buenos términos. También habló sobre The Young Veins, su proyecto con Walker, con quien estaba escribiendo y grabando canciones.

### The Young Veins (2009-2010)

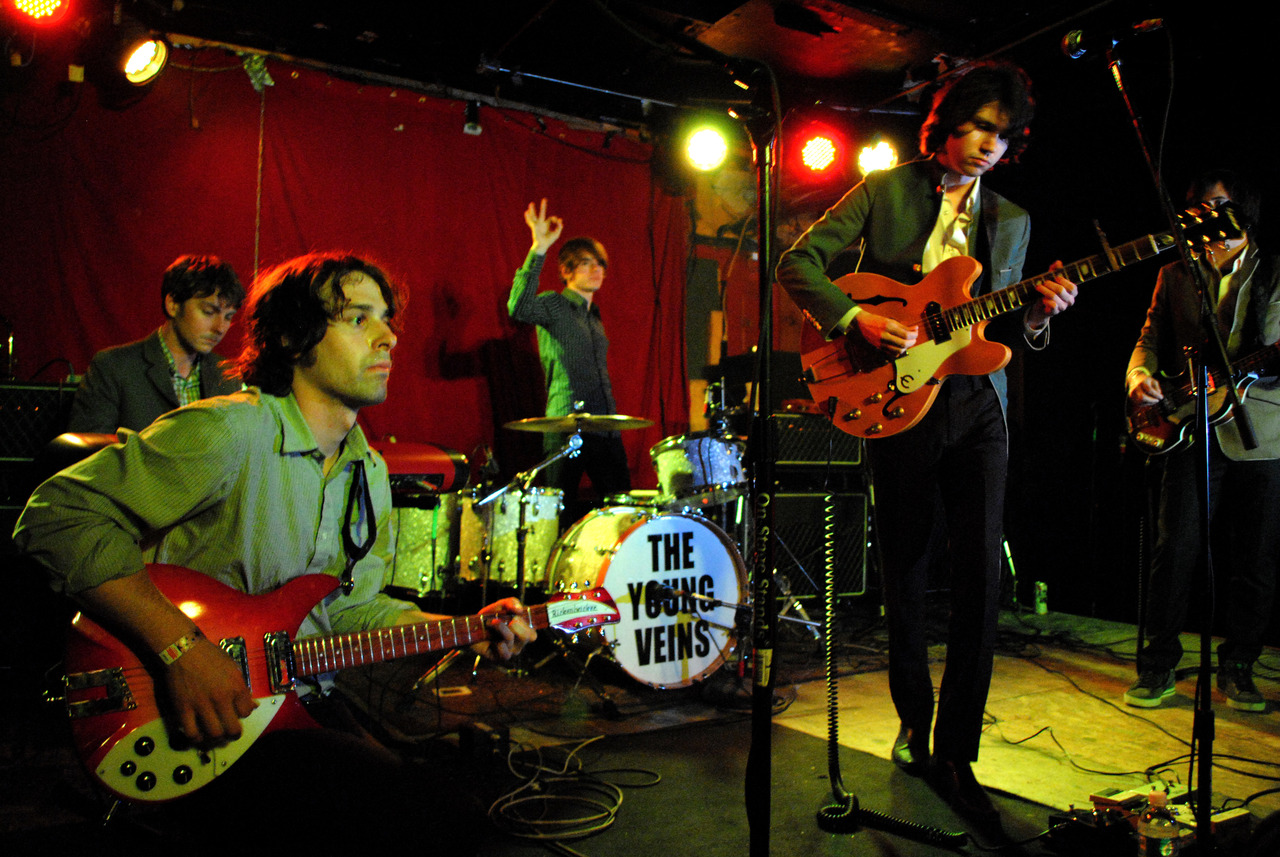
Ross en una presentación de The Young Veins en Jacksonville, Florida en 2010

El 15 de julio de 2009, en una entrevista para MTV, Ross comentó que las canciones en las que estaba trabajando con Walker eran "más cortas y más rápidas" y "mucho más rock and roll". Los dos grabaron con la ayuda de Alex Greenwald, de Phantom Planet, y del ex tecladista de Panic! at the Disco, Eric Ronick. La edición del sencillo "Change", sin embargo, se había complicado por problemas con la discográfica: Walker nunca había firmado con Fueled by Ramen y a Ross aún no se le había vencido el contrato con ese sello. El 16 de octubre, Ross dijo que la salida del primer disco se retrasaría hasta que encontrasen una compañía discográfica. La banda firmó con la compañía One Haven Music, que publicó su álbum debut el 8 de junio de 2010. El 10 de diciembre, The Young Veins entró en un período de receso.

## Con Panic! At The Disco
- A Fever You Can't Sweat Out (Álbum) (2005)
- I Write Sins Not Tragedies Alt Version (EP) (2006)
- Cricket And Clover (álbum no lanzado) (2007)
- PrettyOdd (Álbum) (2008)

## Con The Young Veins
- Take A Vacation! (2010)

### Solista
En 2013, Ross publicó un EP de dos pistas sin título y un par de canciones a través de su página oficial de Soundcloud.

## Otros proyectos
En 2007 tocó la guitarra en la canción "The Take Over, The Breaks Over" de la banda Fall Out Boy. Junto con Urie, Smith y Walker, Ross participó en el video musical de la canción "Clothes Off!!", de Gym Class Heroes. Los cuatro también aparecieron en el video de "One of THOSE Nights", junto a Patrick Stump y Pete Wentz, integrantes de Fall Out Boy.